# Tsugaru Nobutake
Tsugaru Nobutake (津軽信建?; 28 agosto 1574 – 2 dicembre 1607) è stato un samurai giapponese del periodo Sengoku appartenente al clan Tsugaru.
Figlio maggiore ed erede di Tsugaru Tamenobu, il suo padrino fu Ishida Mitsunari.
Durante la battaglia di Sekigahara si schierò con le armate Occidentali guidate da Ishida e dopo la sconfitta si racconta venne confinato al palazzo imperiale dello shogunato Tokugawa per seguire i rapporti con il clan Tsugaru.
Morì di malattia prima del padre nel 1607.